# 베르무두 3세
베르무두 3세(아스투리아스어: Bermudu III, 1017년 ~ 1037년 9월 4일)은 레온 왕국의 왕(재위: 1028년 ~ 1037년)이다. 알폰소 5세(Alfonso V)와 그의 첫째 아내인 엘비라 메넨데즈(Elvira Menéndez) 사이에서 태어난 아들로, 레온 왕국을 다스린 아스투르-레오네스 가의 마지막 자손이다. 그의 여러 선왕들과 같이 때때로 황제의 칭호를 취하였다. 1030년에 'regni imperii Ueremundo principis'를 칭했고, 1029년 혹은 1032년에 'imperator domnus Veremudius in Gallecia'를 칭했고, 1034년엔 'regni imperii Veremundus rex Legionensis'를 칭했다. 베르무도 3세가 즉위했을 때 그는 어렸다. 1034년, 안초 3세 가르체스에 의해 왕위에서 축출되고 갈리시아로 도주하였다. 이후 다시 돌아와 복위하려고 했으나 1037년에 그의 매형인 페르난도 1세에게 타마론 전투에서 패하고 전사하였다.